# 江西省人民委员会
江西省人民委员会是1955年2月至1968年1月间中华人民共和国江西省的省级国家行政机关。

## 历任领导

### 江西省一届人大期间
- 任期：1955年2月－1958年6月
- 省长：邵式平
- 副省长：方志纯、黄先、饶思诚、李杰庸、王卓超、欧阳武、邓洪（1956年10月－）

### 江西省二届人大期间
- 任期：1958年6月－1963年12月
- 省长：邵式平
- 副省长：方志纯、黄先、李杰庸、王卓超、汪东兴、饶思诚、邓洪、彭梦庾、欧阳武、潘震亚（1959年6月－）、李世璋（1959年6月－）

### 江西省三届人大期间
- 任期：1963年12月－1968年1月
- 省长：邵式平（－1965年9月） → 方志纯（1965年9月－）
- 副省长：方志纯、黄先、李杰庸、王卓超、邓洪、黄霖、潘震亚、李世璋、彭梦庾、欧阳武、朱继先（1964年10月－）、董琰（1965年9月－）